# Lathrup Village
Lathrup Village – miasto w Stanach Zjednoczonych, w stanie Michigan, w hrabstwie Oakland.